# C.A. Maass
C.A. Maass ( 1859-1929) fue un botánico neerlandés,.
- La abreviatura «C.A.Maass» se emplea para indicar a C.A. Maass como autoridad en la descripción y clasificación científica de los vegetales.[3]